# Конкордат 1847
Конкордат 1847 між Святим Престолом і Російською імперією — дипломатична угода (італ. accomodamento), укладена 3 серпня 1847.

## Положення Католицької церкви у Росії
В основному в Росії католиками були поляки, литовці, білоруси, українці та вірмени. У 1795 Польща остаточно розділена між Росією, Пруссією та Австрією. Австрія була католицькою країною і тому Католицька церква на польських землях жодних утисків не зазнавала. У православній Росії католики зазнавали переслідувань: політика зросійщення була спрямована навіть на те, щоб відірвати віруючих католиків від своєї Церкви.

## Дипломатія Пія IX
Після свого обрання понтифіком Пій IX успадкував складні відносини з Росією від свого попередника Григорія XVI. На той час у Росії Католицька церква значно ущемлялася у правах. Оскільки в країні, крім католиків східного обряду, проживало також і безліч католиків латинського обряду, в основному на польських і литовських землях, ця ситуація викликала надзвичайне занепокоєння Святого Престолу.
Кардинал Луїджі Ламбрускіні з санкції Пія IX розпочав переговори з Росією, намагаючись встановити більш доброзичливі відносини та домогтися розширення прав Церкви в країні. У самій Росії відкидали термін «конкордат» як назву для укладеної угоди.

## Аспекти угоди
Договір, який містив 37 статей, упорядковував територіально-адміністративний поділ латинських єпархій в імперії. До вже існуючих шести латинських дієцезів: Могилевського, Віленського, Самогітського, Мінського, Луцько-Житомирського і Кам'янець-Подільського — приєднувався один новий — Херсонський, перетворений пізніше на Тираспольський з центром у Саратові. Польські єпархії продовжували існувати без змін. У Російській імперії засновувалися нові семінарії, а її уряд зобов'язувався фінансувати діяльність Церкви, сплачуючи суму 104 480 рублів щорічно. Єпископи повинні були призначатися за взаємною згодою Росії та папства. Самі єпископи були уповноважені керувати церковними судами та семінарською освітою. Могилевському архієпископу, як главі Католицької церкви країни, довірялося управління Петербурзької католицької духовної академією, мав право призначати її ректора і професорів. Через два роки після укладання конкордата офіційна резиденція могилівського архієпископа-митрополита була офіційно та на постійній основі перенесена до Санкт-Петербурга.
Єпископи не могли втручатися у подружні чи майнові справи, які мали розбиратися єпархіальними судами, куди входили кілька католицьких священнослужителів. Парафіяльні священики призначалися лише за згодою державної влади. Священнослужителі утримувалися за рахунок своїх парафій, а якщо вони не могли їх забезпечити, то тоді священики отримували платню від держави.

## Придушення наданих свобод
Відносини Католицької церкви з Росією завжди були складними через суперництво з Російською православною церквою. Ненадовго надані свободи підірвали багато в чому саме з її подачі. Крім цього, свою важливу роль відіграли політичні устремління поляків на приєднаних землях, які використовували Церкву як прикриття для своїх організацій.